# E.S.P. (Extra Sexual Persuasion)
Pour les articles homonymes, voir ESP.
Albums de Millie Jackson
Live and Outrageous (Rated XXX)
(1982) An Imitation of Love
(1986)
Singles
1. I Feel Like Walking in the Rain
Sortie : 1983

E.S.P. (Extra Sexual Persuasion) est le dixième album studio de Millie Jackson, sorti en 1983.
L'album s'est classé 40e au Top R&B/Hip-Hop Albums.

## Liste des titres
| No | Titre                           | Contient un (des) sample(s) de | Durée |
| -- | ------------------------------- | ------------------------------ | ----- |
| 1. | E.S.P.                          |                                | 3:58  |
| 2. | Too Easy Being Easy             |                                | 7:00  |
| 3. | This Girl Could Be Dangerous    |                                | 3:01  |
| 4. | I Feel Like Walkin' in the Rain |                                | 3:58  |
| 5. | Sexercise (Pt. 1)               |                                | 3:00  |
| 6. | Sexercise (Pt. 2)               |                                | 2:41  |
| 7. | You're Working Me               |                                | 4:07  |
| 8. | Slow Tongue                     |                                | 4:58  |
| 9. | Why Me                          |                                | 3:24  |